# Język moksza
Język moksza – język ugrofiński z grupy wołżańskiej, używany przez Mokszan, jedną z dwóch grup etnicznych składających się na naród Mordwinów. Używany jest na wschodnim skrawku europejskiej części Rosji, zwłaszcza w zachodnich rejonach Mordowii, gdzie jest językiem urzędowym, a także w Tatarstanie i Baszkirii oraz obwodach orenburskim, penzeńskim, riazańskim, samarskim, saratowskim i tambowskim. Mokszanie żyją także w niewielkich grupach na dalekim wschodzie Rosji, a poza granicami tego kraju – w Stanach Zjednoczonych.
Język/dialekt moksza jest używany przez około 400 tysięcy osób, to jest około 40% Mordwinów posługujących się językiem ojczystym. 
Kwestia, czy język moksza jest samodzielnym językiem, czy – jak uważają niektórzy językoznawcy – dialektem języka mordwińskiego, była przedmiotem sporów; obecnie przeważa opcja istnienia dwóch języków mordwińskich: moksza i erzja.
Język mordwiński moksza jest kontynuacją prajęzyka proto-ugro-fińskiego, używanego w I tys. p.n.e. przez plemiona ugrofińskie zamieszkujące płn.-wsch. Europę. Na jego rozwój silny wpływ wywarł język rosyjski; w mniejszym stopniu – języki tureckie.
Język moksza, podobnie jak inne języki ugrofińskie, charakteryzuje się dużą liczbą przypadków; posiada ich 12.

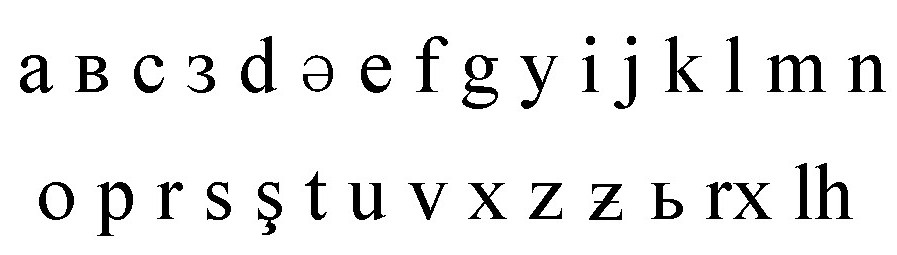
Alfabet mokszański, 1930

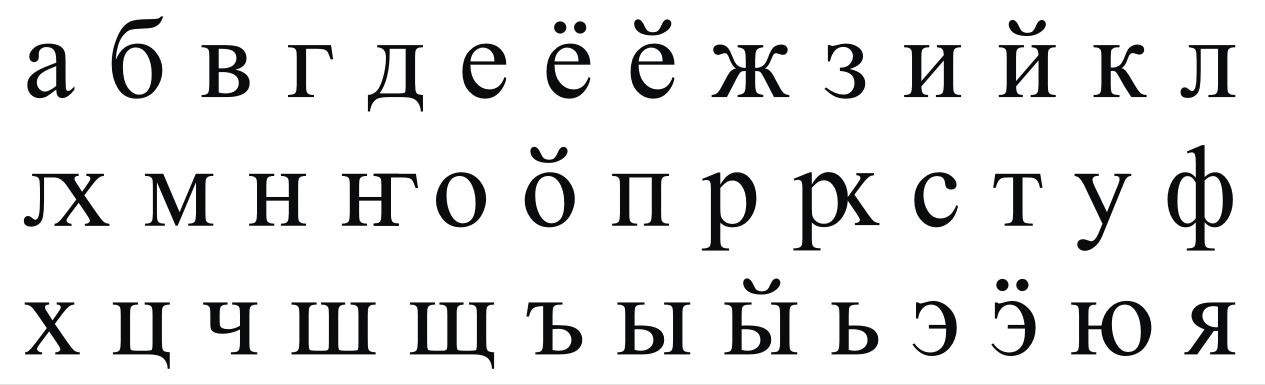
Alfabet mokszański, 1924-1927

Do zapisu języka stosowany jest alfabet cyrylicki, identyczny jak do zapisu języka rosyjskiego. Na początku XX wieku istniał wariant pisma alfabetem łacińskim, chociaż po rozpoczęciu represji stalinowskich skończył się proces latynizacji narodów ZSRR.

## Próba latynizacji
W dniu 25 marca 1932 r. w ramach procesu latynizacji języków narodów ZSRR, Wszechzwiązkowy Centralny Komitet Nowego Alfabetu przyjął dla języków mordwińskich (erzja i moksza) oparty na piśmie łacińskim alfabet mordwiński. Alfabet składał się z następnych liter: A a, Ә ә, B в, C c, Ç ç, D d, Э э, E e, F f, G g, Ь ь, I i, J j, K k, L l, M m, N n, O o, Ө ө, P p, R r, S s, Ş ş, T t, U u, Y y, V v, X x, Z z, Ƶ ƶ, ȷ, Rx, Lh (ostatnie dwie litery – tylko dla języka moksza). 19 maja 1932, po uzgodnieniach ze specjalistami miejscowymi, Niżno-Wołżański Komitet Nowego Alfabetu przyjął ten alfabet ze zmianami: A a, B в, C c, Ç ç, D d, Ә ә, F f, G g, Y y, I i, J j, K k, L l, M m, N n, O o, P p, R r, S s, Ş ş, T t, U u, V v, X x, Z z, Ƶ ƶ, Ь ь, Rx, Lh. Mimo oficjalnego przyjęcia alfabetu łacińskiego nie poczyniono żadnych prób jego faktycznego wprowadzenia do użytku.

## Literatura
Do klasyków literatury w języku moksza zaliczyć można Michaiła Biezborodowa, Zachara Dorofiejewa, Fiodora Atianina, Aleksieja Mokszoni, Maksima Biebana, Jakuba Piniasowa, Jurija Kuzniecowa, Marię Malkiną, Raisę Orłową.